# Lac Amatitlán
Le lac Amatitlán (Lago Amatitlán, prononcé en espagnol : [laɣo amatiˈtlan]) est un lac volcanique du centre Sud du Guatemala, à proximité de Guatemala City. Situé dans les hautes terres du centre, à 1 186 mètres d'altitude. Sa profondeur maximale est de 33 mètres pour une moyenne générale de 18 mètres. Il s'étend sur 11 km de long et 3 km de large sur une surface de l'ordre de 15,2 km2 pour un volume avoisinant les 0,286 km3.
L'affluent principal du lac est la rivière Villalobos et son exutoire se fait par la rivière Michatoya, un affluent du fleuve Maria Linda.
La ville de Amatitlàn est située au Nord près de l'embouchure de la rivière Michatoya.
Un barrage sépare le lac en deux ce qui fait que sa partie Nord-Ouest qui est la partie irriguée reçoit aussi une partie des déchets de Guatemala City ainsi qu'une pollution industrielle faisant que ce lac est artificiellement composé de deux parties distinctes et aux réalités environnementales contrastées.
Le lac est utilisé en navigation et transport fluvial ainsi que pour le tourisme, les loisirs et la pêche.

## Histoire
Le lac est utilisé comme lieu de baignade et de vacances depuis 1850 pour la période printanière encouragé par la présence à proximité de sources d'eau chaude.

## Économie
Depuis le milieu du XIXe siècle, l'exploitation de populations importantes de poissons et de crustacés est une ressource locale importante car rare dans la région mais freinée par la surpêche et la pollution partielle du lac.

## Pollution
Le lac Amatitlàn est dans la zone de relâche de Guatemala City et de plusieurs industries menant à l'introduction de plus de 500 000 tonnes de sédiments. Ceci a mené à un très haut taux de pollution d'une part mais aussi à l'eutrophisation du milieu ainsi qu'à son envasement. 
Ceci a fortement diminué les capacités du lac en termes de source d'eau potable, zone de pêche, récréation, tourisme et source d'irrigation.

## Galerie d'images

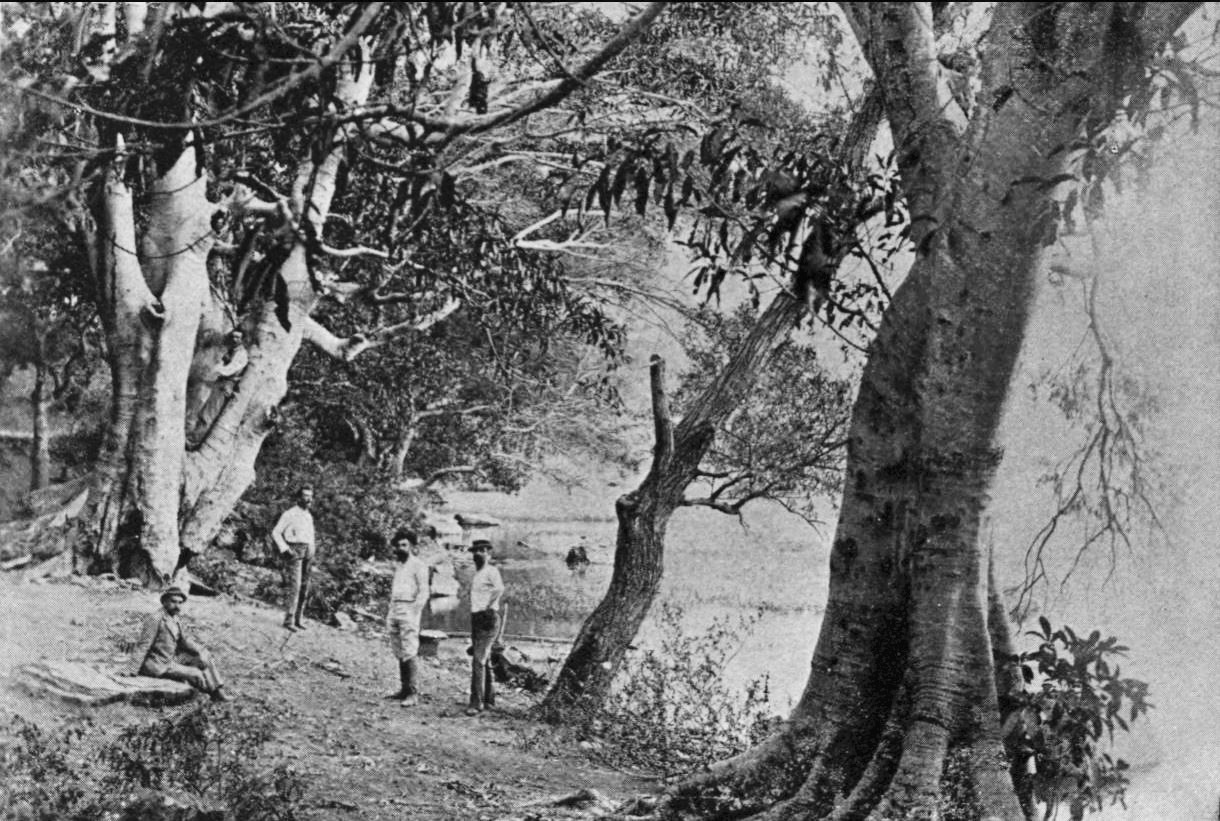
1897
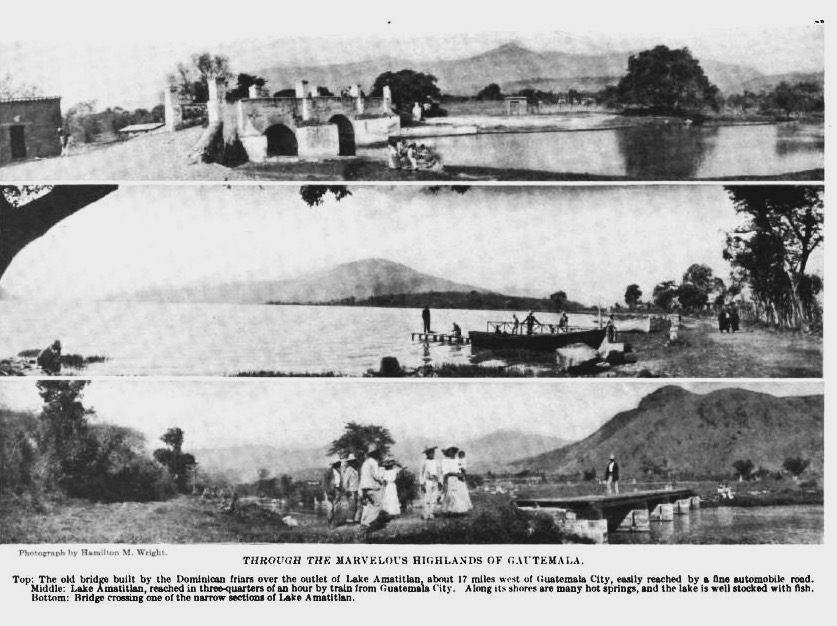
Early 20th century
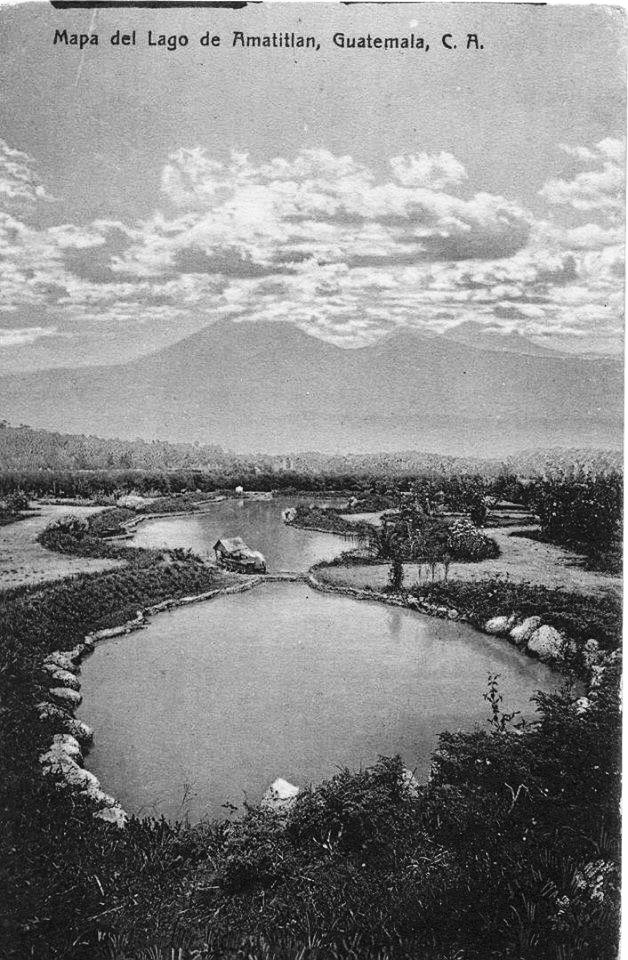
Lake model in «La Aurora» zoo in Guatemala City, ca. 1925.